# Chiesa di San Cipriano (Roma)
La chiesa di San Cipriano è una luogo di culto cattolico di Roma, nel quartiere Primavalle, in largo Millesimo.

## Storia
Fu costruita nel 1975 dall'architetto Alberto Fiessa e dedicata a San Cipriano. L'altare maggiore è stato consacrato il 25 maggio 1975 dal Cardinale Vicario Ugo Poletti.
Essa è sede parrocchiale, eretta il 12 dicembre 1957 con decreto del cardinale vicario Clemente Micara "Inter meridiem" ed affidata al clero diocesano di Roma.

## Descrizione
La chiesa ha pianta ottagonale, in mattoni di laterizio sporgenti, che danno movimento all'esterno. L'interno è a pianta unica, con una sorta di navatella che la percorre circolarmente. Artisticamente pregevoli sono due vetrate, realizzate da G. Sarti e C. Alessandrini: una, con prevalenza di tonalità azzurre, rappresenta la Notte ed è posta sopra l'ingresso; l'altra, con tonalità giallo-arancioni, raffigura il Giorno ed è collocata sull'altare maggiore. Il portale è opera dell'artista Pino Schiti.